# Фассаїт
Фассаїт — мінерал, багатий на глинозем і бідний на натрій піроксен.
За назвою долини Фасса (Італія), A.G.Werner, 1817.
Синоніми: піргом.

## Опис
Хімічна формула: Ca(Mg, Fe3+Al)[(Si, Al)2O6].
Домішки: TiO2 (0,76), FeO (0,24), Na2O (0,06), K2O (0,03), MnO (0,03).
Сингонія моноклінна. Призматичний вид. Форми виділення: кристали коротко-стовпчастого, таблитчастого і рідше ізометричного обрису. Двійники. Густина 2,96-3,34. Тв. 5-6. Колір від тьмяно- до темно-зеленого. Зустрічається в метаморфізованих вапняках на контакті з магматичними породами, а також у включеннях вапняку в базальтах, іноді в еклогітах. Асоціює з гранатом, шпінеллю, везувіаном, сфалеритом, халькопіритом, магнетитом, хлоритом.

## Розповсюдження
Знахідки: Броссо (П'ємонт, Італія).